# Starthilfe50
Starthilfe50 ist eine kommerzielle Internetseite zur Vermittlung von Computerkenntnissen. Die Plattform stellt online diverse Computerkurse für Menschen bereit, die nicht mit dem Computer aufgewachsen sind und sich bezüglich Computerkompetenz fortbilden möchten. Die Kurse bestehen aus Erklärfilmen (Screencasts). Die Internetseite dient der Schließung der digitalen Kluft und fördert die digitale Integration.
Die Internetseite ging im Jahr 2009 online und wurde 2015 in „Levato“ umbenannt. Die Erklärfilme wurden vom Bundesministerium für Wirtschaft 2009 und 2014 sowie vom Land Rheinland-Pfalz 2010 und von dem IHK (Industrie- und Handelskammer) gestützten Wettbewerb „1,2,3 GO“ ausgezeichnet.